# Basandere
Basandere, o “senyora salvatge”, és un personatge de la mitologia basca que apareix a l'entrada de determinades coves, on es pentina la seva cabellera amb una pinta d'or. Porta vestits molt elegants i apareix en algunes llegendes com a capritxosa. Se li suposen relacions amb Basajaun, a qui s'assembla en aparença, però en femení.
Hi ha nombrosos relats relacionats amb la Basandere, com ara el que diu que
| « | una nit, a l'entrada d'una cova de la muntanya de Mondarrain (Ezpeleta, Lapurdi), es pentinava Basandere la seva embullada cabellera amb una pinta d'or. Un pastor d'Itsasu li va robar la pinta i va fugir precipitadament. Basandere el va seguir; però, quan l'anava a ajudar, el lladre va tocar una penya la qual en aquell moment rebia els primers raigs del sol naixent, llavors Basandere li va dir aquestes paraules: "dóna gràcies al sol" i es va retirar a la seva cova de Mondarrain. | » |

Són abundants les referències a la Basandere relacionada amb la selva d'Irati. Per exemple, s'explica que 
| « | al camí que puja de Mendibe a la muntanya d'Irati, hi ha l'ermita de Salbatore. Basandere, que vivia en una cova de Galharbeko-potxa, lloc situat a prop d'Irati, posseïa abans aquell canelobre robat, pel que sembla, per Basajaun. Un fill del caseriu Lohibarria (Mendibe) passava per aquell paratge amb les seves vaques, quan va veure lluir al sol el canelobre que acabava de ser brunyit per la seva propietària, la qual estava aleshores ocupada pentinant-se amb una pinta d'or. El jove pastor va demanar insistentment el canelobre a Basandere i aquesta va acabar per lliurar-l'hi. El pastor el duia a l'ermita de Salbatore. Basandere el va veure i va començar a protestar a crits i a perseguir-lo. Basajaun, des de l'alt de la muntanya es va advertir del que passava i es va llançar també cap el jove. Aquest, que estava arribant a Salbatore, va dir a crits: "Jon Doni Salbatore, zuretzat nuen, othoi urrikal zakizkit!" ("Senyor San Salvador, el portava per a vostè; si us plau, tingui pietat de mi"). A l'instant la campana de Salbatore va començar a sonar i Basandere i Basajaun es van aturar. Aquest últim va dir a crits: "T'ha valgut aquesta maleïda campana; però el dia que jo et sorprengui en dejú, ho pagaràs". Uns dies més tard, el jove pastor de Lohibarria anava en dejú a la muntanya, després d'una jornada de trilla i es va trobar amb Basajaun. El pastor es va recordar llavors de l'amenaça i, posant-se la mà al cap, es va trobar al garbuix dels seus cabells uns grans de blat, que després es va portar a la boca i va trencar així el dejuni. Basajaun va desaparèixer a l'instant. Els habitants de Mendibe (Baixa Navarra) han intentat portar el canelobre al poble per tenir-lo més protegit, però mai no han aconseguit baixar-lo més enllà del coll de Haritz-kurutxeta. El canelobre segueix a l'ermita de Sant Salvador de Mendibe. | » |